# Manuscrito de Huarochirí

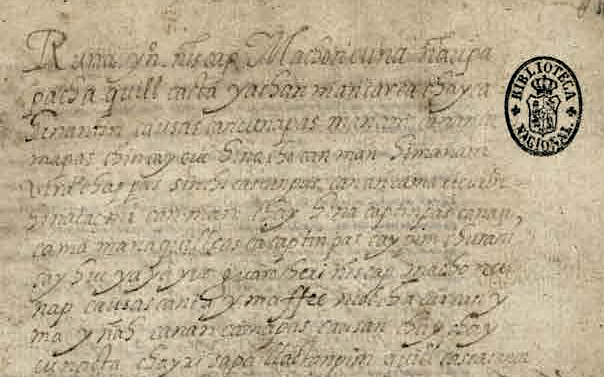
Introducción del manuscrito: “Si los indios de la antigüedad hubieran sabido escribir, la vida de todos ellos, en todas partes, no se habría perdido” (según Arguedas 1966)

El manuscrito de Huarochirí (también conocido como Runa Yndio Ñiscap) es un texto escrito en quechua de principios del siglo XVII que describe los mitos y creencias de las culturas que habitaron en la región que pertenece a la provincia de Huarochirí, en Lima, Perú. Fue escrito a inicios del siglo XVII en el contexto de la campaña de extirpación de idolatrías dirigida por el presbítero doctrinero Francisco de Ávila. Ha sido editado en español con los títulos de Dioses y hombres de Huarochirí o Ritos y tradiciones de Huarochirí. 
Los personajes que se ven descritos en el texto son, principalmente, dioses o wakas (montañas que poseen el espíritu de un dios) como Pariacaca y Huallallo Carhuincho.
El texto es una reliquia trascendental de la literatura quechua de principios del virreinato debido a su única y detallada narración de las creencias legendarias de la zona.

## Historia del documento
Se desconoce el nombre del autor original, pero el documento fue grabado y anotado a inicios del siglo XVII en el contexto de la campaña de la erradicación de las creencias paganas del clérigo peruano Francisco de Ávila. Por lo tanto, bajo la perspectiva antropológica, se considera irónico que el manuscrito ahora conserve estas creencias, aunque sin otros artefactos para proporcionar contexto; lo que configura un claro indicio de ausencia de fanatismo de parte de los misioneros, que esperaban de los aborígenes la sincera la abjuración de los cultos paganos y la conversión auténtica al cristianismo. Durante siglos, el manuscrito estuvo olvidado y archivado junto a otros documentos de Ávila. La única copia conocida fue encontrada a finales del siglo XIX por Marcos Jiménez de la Espada en la Biblioteca Nacional de Madrid (ahora Biblioteca Nacional de España).

### Ediciones bilingües
El etnólogo alemán Hermann Trimborn tradujo el documento al alemán y publicó una edición bilingüe en 1939. La mayor parte fue destruida en la Segunda Guerra Mundial. En 1967 se publicó una edición ampliada y reelaborada en colaboración con Antje Kelm.
En 1966, el escritor y antropólogo peruano José María Arguedas tradujo el texto al español por primera vez y publicó una primera edición bilingüe en quechua y español.
En 1987 el quechuólogo francés Gerald Taylor publicó una nueva edición bilingüe quechua-español bajo el título Ritos y tradiciones de Huarochirí del siglo XVI editado por el Instituto Francés de Estudios Andinos (IFEA) y el Instituto de Estudios Peruanos (IEP). Esta edición fue fruto de diecinueve años de trabajo es considerada por Frank Solomon como de mayor utilidad al estudioso por su rigurosidad y simplicidad.

## Contenido
El manuscrito contiene 31 capítulos.

### Capítulo 1

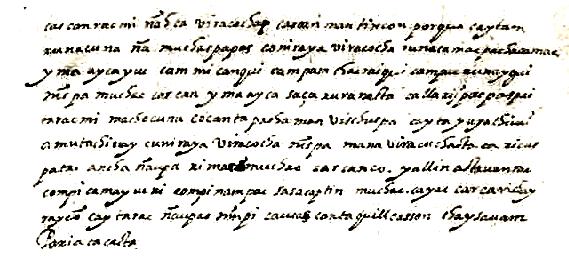
Final del capítulo 1 del manuscrito: “Coniraya Viracocha runacamac pachacamac yma aycayuc cammi canqui campam chacraiqui campac runayqui” (“Cuniraya Viracocha, hacedor del hombre, hacedor del mundo, tú tienes cuanto es posible tener, tuyas son las chacras, tuyo es el hombre”, según Arguedas 1966)

El primer capítulo registra la secuencia de las principales huacas. Estas huacas lucharían por este título, lo que les permitió transmitir fuerza vital a los humanos. Las primeras huacas mencionadas son las antiguas Yanañamca y Tutañamca, de las cuales se sabe poco. Fueron derrocados por Huallallo Carhuincho, quien fue el primero en transmitir fuerza vital a los humanos. En su época, la región tenía loros rojos y amarillos, la cosecha podía realizarse cinco días después de la siembra y la gente volvía a la vida cinco días después de morir. Esta reencarnación significó que la población creció rápidamente y la gente tuvo que emigrar a las montañas para encontrar un lugar donde vivir. Huallallo solo permitía dos niños por familia, uno de los cuales comería.
Huallallo fue depuesto por los Pariacaca y desterrado a la región de los Antis junto con sus loros. Casi todo el resto del manuscrito trata sobre la vida de Pariacaca. Fue el principal Huaca cuando los incas llegaron por primera vez a la región.
Los incas también introdujeron otras huacas, una de las cuales, Cuniraya Huiracocha, también se menciona en el primer capítulo del manuscrito. Su figura era fruto de la combinación de una huaca local, Cuniraya y Huiracocha, quien era el Dios creador Inca, ampliamente conocido pero no universalmente venerado. Este sincretismo permitió a los incas expandir su influencia. Más adelante en el manuscrito, se argumenta que, como Huiracocha era el dios creador, debe ser padre de Pariacaca.

### Capítulo 2

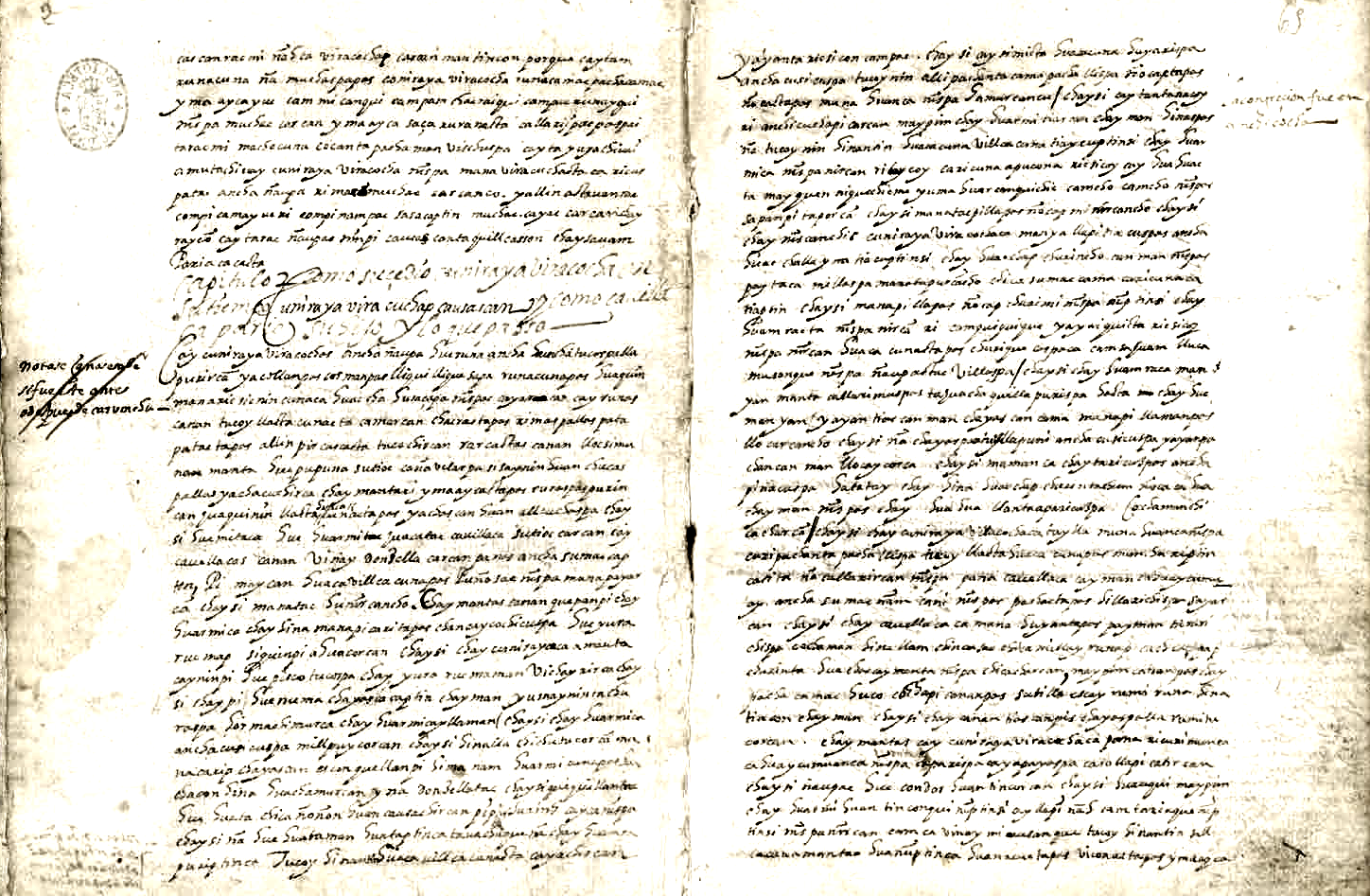
Capítulo 2 del manuscrito (cuniraya vira cochap causascan - la vida de Cuniraya Viracocha)

Este capítulo presenta temas encontrados en muchas mitologías: dioses omnipotentes y vírgenes embarazadas. Comienza con un Cuniraya itinerante disfrazado de mendigo. Impulsado por el desprecio de otras huacas por su apariencia, milagrosamente labra los campos y construye andenes con solo hablar, y cava acequias con el cepillo de una flor de caña. Esto humilla a las otras huacas.
Un día se encontró con Cahuillaca, una hermosa virgen. Aquella joven fue anhelada por todas las huacas, cuyos avances ella misma rechazó. Un día, Cahuillaca se encontraba tejiendo debajo de un árbol de lúcuma. El sagaz Cuniraya, quien se encontraba cerca, se transforma en pájaro e insemina un fruto maduro del árbol, que deja caer junto a Cahuillaca. Ella come la fruta y queda embarazada. Una vez que nació el bebé, un niño, y empezó a gatear, Cahuillaca reunió a las huacas para preguntar quién era el padre. Ninguno se ofreció como voluntario y se pasó por alto al Cuniraya disfrazado. Cahuillaca permitió que el niño gateara libremente, pensando que este reconocería a su padre, y se dirigió hacia Cuniraya. Cahuillaca estaba consternada por haber dado a luz al hijo de un hombre aparentemente humilde. Cogió al niño y huyó en dirección al océano. Cuniraya reveló su verdadero yo, iluminando la tierra, pero Cahuillaca, de espaldas, no se dio cuenta.
Cuniraya empezó a perseguir a Cahuillaca, hablando con varios animales. Bendijo a los que daban ánimo y maldijo a los que no apoyaban: el cóndor fue bendecido por comerse todos los animales muertos y hacer morir a los que se lo comían; la zorrillo hembra fue maldecida para caminar de noche, odiada y hedionda; el puma fue bendecido al comerse las llamas de los humanos y ser honrado con festividades y sacrificios si lo mataban; el zorro fue maldecido para ser odiado por los humanos y descartado cuando lo mataban; el halcón tuvo la dicha de alimentarse de colibríes y de ser llorado y ofrecido sacrificios si lo mataban; el loro fue maldecido a chillar constantemente.
Finalmente Cuniraya llegó a la costa, cerca del templo de Pachacamac, pero ni Cahuillaca ni su hijo estaban allí; se habían convertido en dos islas, que permanecen hasta el día de hoy. Esto fue considerado un excelente destino. Cuniraya fue al templo, donde permanecieron dos de sus hijas, custodiadas por una serpiente mientras su madre visitaba las nuevas islas. Cuniraya, enojado porque la madre estaba visitando las islas que se habían escapado de su alcance, violó a la hija mayor y trató de violar a la menor, pero ella escapó transformándose en paloma y huyendo. Cuniraya luego pobló un lago local con el primer pez, que soltó en el océano.
Cuando la madre regresó y sus hijas le informaron lo sucedido, persiguió a Cuniraya. Ella le dijo que deseaba quitarle las pulgas, con la esperanza de engañarlo y golpearlo con una piedra. Cuniraya se dio cuenta de la estratagema y se fue con el pretexto de ir al baño, escapando a otras tierras.

### Capítulo 3
Los capítulos 3 y 4 cuentan historias de los humanos más antiguos, antes de la época de Pariacaca. Contienen temas familiares para los católicos que produjeron el manuscrito: sobrevivir al gran diluvio, como en la historia del arca de Noé, y un período de oscuridad, como el que siguió a la muerte de Jesús.
En el capítulo 3, todos los animales tenían el presentimiento de que el océano se iba a desbordar, por lo que comenzaron a migrar a altitudes más elevadas. El personaje central es una llama, que no pudo migrar porque estaba siendo dirigida por su dueño. La llama preocupada se negó a comer, a pesar de tener buenos pastos. El dueño frustrado le arrojó una mazorca sin semillas (coronta) de choclo y le ordenó que comiera. Repentinamente, la llama enojada obtuvo el don del habla y explicó que el mundo terminaría en cinco días. Ordenó que su amo empacara comida por cinco días y lo llevara al cerro Huillcacoto.
Tan pronto como llegaron a la montaña, donde todos los animales se habían congregado, el océano inundó la Tierra, sumergiendo todo menos el pico de Huillcacoto. La cúspide de dicha montaña albergó a tantos animales que dejaron muy poco espacio para el zorro. A raíz de esto, la cola del zorro se sumergió en el agua, lo que explica por qué es negra. Todos los demás humanos murieron a causa de la inundación. (No se menciona si una mujer humana también sobrevivió). Después de cinco días, el agua disminuyó y los animales se dispersaron y repoblaron la Tierra.

### Capítulo 4
El cuarto capítulo comienza con la 'muerte' del Sol. Fueron cinco días de completa oscuridad. Las rocas comenzaron a moverse y chocar juntas. Incluso los batanes y los morteros cobraron vida y consumieron a los humanos. Las llamas comenzaron a perseguir a los humanos. La rebelión de animales y objetos es también un tema de la iconografía moche, que antecede al manuscrito en un milenio.

### Capítulo 5
Este capítulo analiza el nacimiento de Pariacaca. Antes de su nacimiento, el mundo estaba consumido por el caos y el conflicto, y la gente vivía bajo líderes engañosos. Tantañamca fingió ser una huaca sabia para ganar poder y riqueza. Vivía en una casa cubierta por alas de loro y era dueño de llamas azules, rojas y amarillas. No obstante, se enfermó. Sucedió que un hombre pobre y humilde, Huatiacuri, pasó por el camino del océano. Se dirigía al monte Condorcoto para presenciar el nacimiento de su padre Pariacaca (un concepto extraño, no explicado en el texto). Mientras Huatiacuri descansaba, escuchó una conversación entre dos zorros, uno de las montañas y otro de la costa. Se enteró de la enfermedad incurable de la falsa huaca. El zorro montés pasó a revelar la extraña causa de la enfermedad de Tantañamca: en su casa, un grano de maíz salió volando de una olla y tocó los genitales de su esposa. La esposa, sin darse cuenta de esto, pasó a darle maíz a otro hombre. Este 'adulterio indirecto' trajo una plaga a la casa: serpientes viviendo en el techo y un sapo de dos cabezas viviendo debajo del batán, ambos minando la energía de Tantañamca.
Armado con esta información, Huatiacuri se acercó a la casa y preguntó si alguien dentro tenía alguna enfermedad que necesitara cura. La hija menor de Tantañamca, Chaupiñamca, le contó sobre la enfermedad de su padre, y él respondió que la curaría, pero solo si ella era su pareja. Ella le transmitió esta información a su padre, quien aceptó la oferta, a pesar de sus asesores, quienes se burlaron del modesto Huatiacuri. La oferta, y su aceptación, enfureció al esposo de la hija mayor de Tantañamca, quien no quería que un pobre se uniera a la familia. Sin embargo, Huatiacuri procedió a contarles sobre las serpientes y el sapo, y cómo habían sido traídos por la 'infidelidad' de la esposa de Tantañamca. La esposa lo negó hasta que Huatiacuri le explicó la circunstancia del grano de maíz, que ella recordaba. Tantañamca ordenó que se destruyera la casa y se mataran las serpientes. Mientras levantaban el batán, el sapo de dos cabezas voló hacia un manantial, que se dice que hace desaparecer a los hombres. (El autor del manuscrito se señaló a sí mismo que deberían intentar encontrar la ubicación de este manantial).
Luego, Huatiacuri reprendió a Tantañamca por fingir ser una huaca y trató de convencerlo de que aceptara a Pariacaca. Naturalmente, Huatiacuri recordó entonces el propósito de su viaje — ser testigo del nacimiento de Pariacaca — y reanudó apresuradamente su viaje, ahora acompañado por Chaupiñamca. Por fin encontraron a Pariacaca, bajo la forma de cinco huevos.
Luego, Huatiacuri y Chaupiñamca durmieron juntos, lo que disgustó aún más al esposo de la hermana de Chaupiñamca. Comenzó a formular un plan para deshacer a Huatiacuri; para hacer que caiga en desgracia.

## Literatura / Ediciones
- Hermann Trimborn: Demonios y magia en el Imperio Inca. Fuentes e investigaciones sobre la historia de la etnología, Leipzig 1939.
- Hermann Trimborn, Antje Kelm: Dioses y cultos en Huarochirí. Obras de la fuente sobre la historia de Estados Unidos antigua registrada en las lenguas de los nativos, volumen 8. Verlag Mann, 1967.
- José María Arguedas: Dioses y Hombres de Huarochirí (1966). Texto quechua con traducción al español
- Huarochirí - Una sociedad andina bajo el dominio inca y español. Autor: Karen Spalding (1984)
- Gérald Taylor: Ritos y Tradiciones de Huarochirí. (1995)
- Frank Salomon,  George L. Urioste: Manuscrito de Huarochirí: Un testamento de la religión andina antigua y colonial (1991). [Original en quechua y traducción al inglés de Frank Salomon y George L. Urioste]
- Miguel Gil Castro: Cinco días en Huarochirí. (2022). Poemario que reescribe los mitos centrales del Manuscrito. Publicado por el sello Ediciones Copé.